# Albéric Boivin
Pour les articles homonymes, voir Boivin.
Albéric Boivin est un physicien, chercheur et professeur à l'Université Laval né le 11 février 1919 à Baie-Saint-Paul et mort à Québec le 8 août 1991.

## Biographie
Albéric Boivin s'inscrivit à la Faculté des sciences de l'Université Laval en 1940.  Il y complète un baccalauréat, une maîtrise et un doctorat. Il fait partie de la première cohorte de diplômés en physique en 1944 avec Fernand Bonenfant, Claude Geoffrion et Georges Hall. Il commence à enseigner dès la fin du baccalauréat et devient professeur titulaire en 1955.   
Il est un spécialiste en optique avec un intérêt également pour l'astronomie et fait partie du groupe de chercheurs à l'origine du Centre d'optique, photonique et laser (COPL) ainsi que de l'Observatoire du Mont Cosmos. 

## Distinctions
- Prix Acfas Léo-Pariseau (sciences biologiques et sciences de la santé) 1967[3]
- Bourse Guggenheim 1969[4]
- Professeur émérite 1988[5]